# Grímsvötn

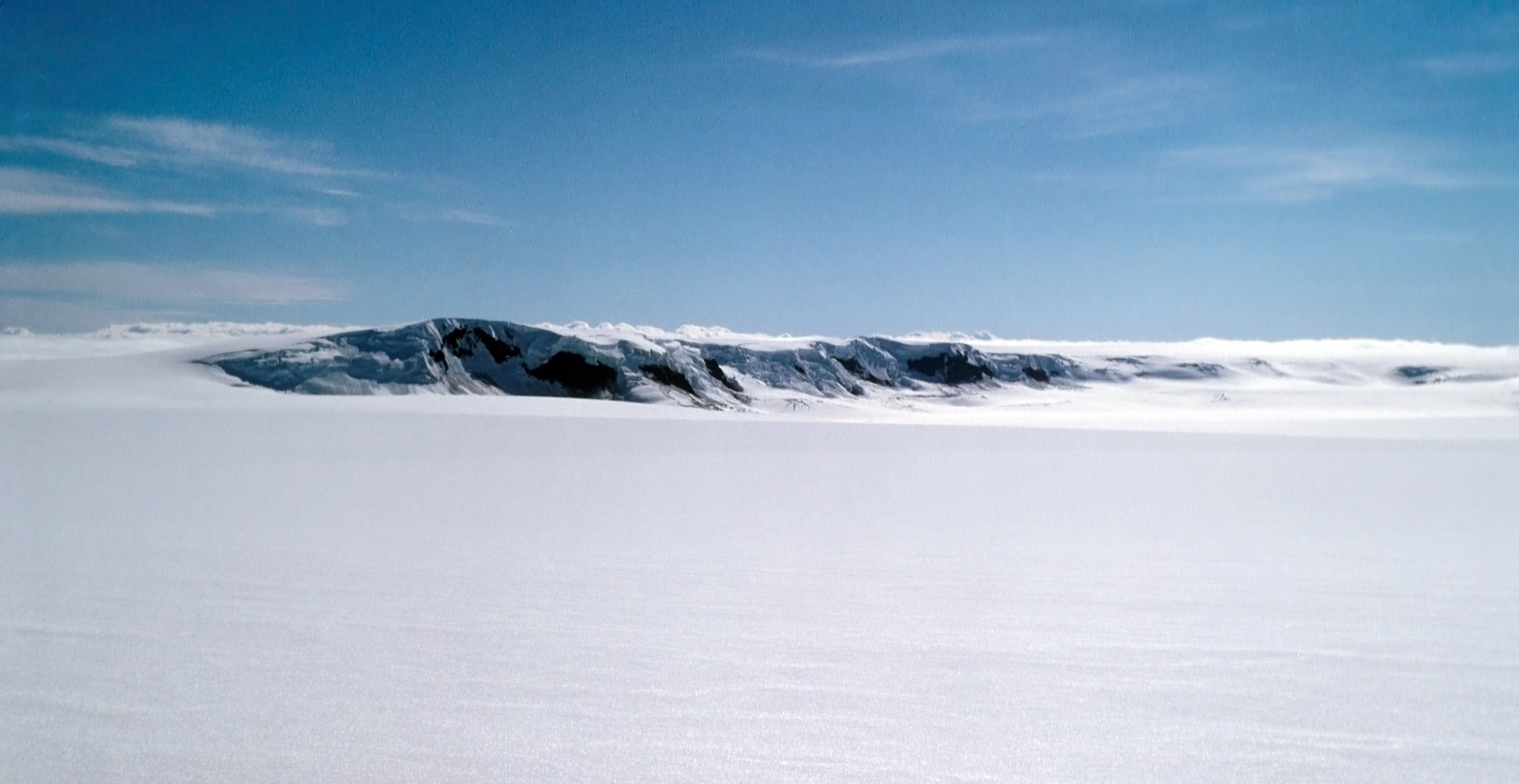
Grimsvötn

Grimsvötn (1725 m n.p.m.) – czynny wulkan na Islandii znajdujący się pod lodowcem Vatnajökull, piąty pod względem wysokości w Europie. 
Jego erupcje powodują topnienie lodowca, a ciśnienie i ciepło wydobywające się podczas erupcji z wulkanu unoszą czapę lodową, co prowadzi do katastrofalnych powodzi na tym terenie. Zjawisko to nazywa się jökulhlaup i jest bardzo często spotykane na Islandii. Ostatnia erupcja wulkanu miała miejsce 21 maja 2011.

## Erupcja z 2011 roku
W dniach 2 i 3 października 2010 roku w okolicach wulkanu Grimsvötn wykryto harmoniczne drżenia, prawdopodobnie zwiastujące nadchodzącą erupcję. W tym samym czasie odbiornik GPS znajdujący się w wulkanie wykrył nagłe wybrzuszenie sugerujące ruchy magmy znajdującej się pod wulkanem. Na początku listopada lodowiec Vatnajökull zaczął topnieć w stopniu wskazującym na wzmożoną aktywność wulkanu.

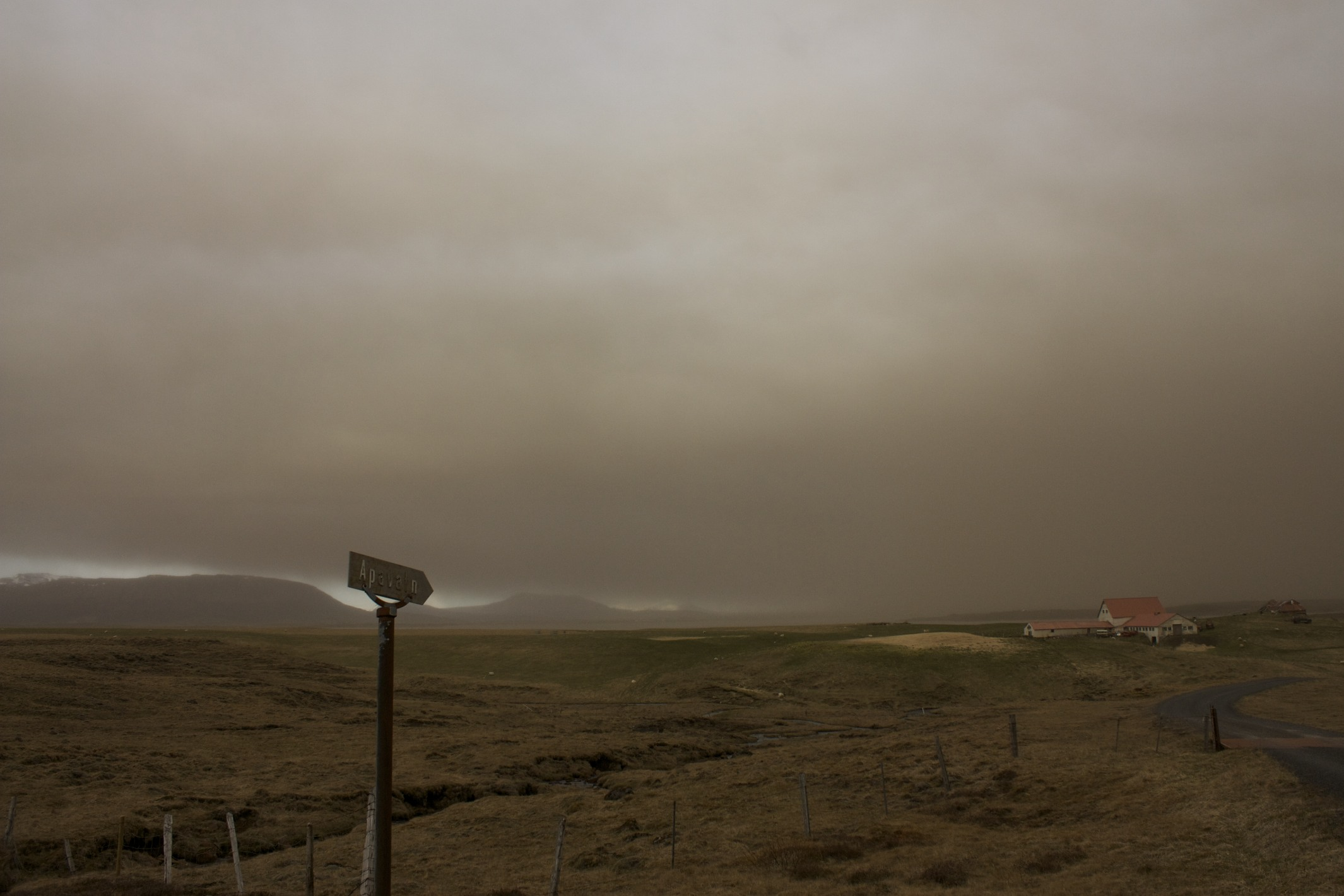
Pejzaż islandzki podczas erupcji wulkanu w 2011 r.

Dnia 21 maja 2011 roku około godziny 17:30 czasu UTC rozpoczęły się drżenia i mikrowstrząsy ziemi dookoła wulkanu. O godzinie 19 rozpoczęła się erupcja wulkanu. Pokrywa lodowa lodowca Vatnajökull została przerwana, z wulkanu zaczęły wydobywać się popiół i pył wulkaniczny, tworząc chmurę o wysokości osiągającej 20 kliometrów. Erupcja ta była około 10 razy większa niż wcześniejsza, do której doszło w 2004 roku, oraz jest największą dla wulkanu Grimsvötn w ciągu ostatnich 100 lat.

Erupcja spowodowała zakłócenia w działaniu transportu lotniczego nad Islandią, Grenlandią, Szkocją, Norwegią i archipelagiem Svalbard. Według danych organizacji Eurocontrol, w dniach 23-25 maja 2011 roku około 900 lotów zostało anulowanych, co oznacza zakłócenia znacznie mniejsze niż po erupcji wulkanu Eyjafjallajökull w 2010 roku.

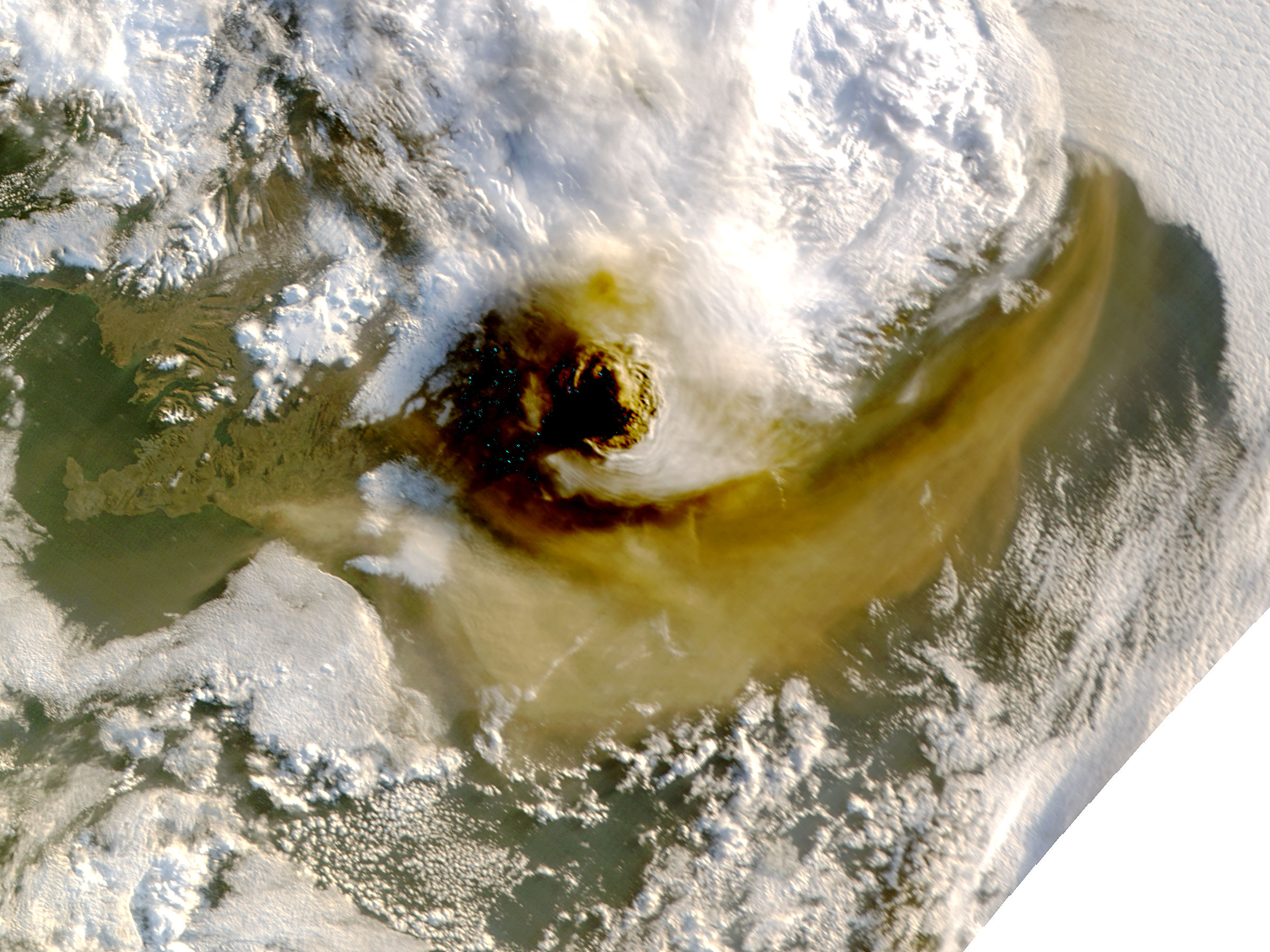
Pył wulkaniczny nad Islandią. Zdjęcie satelitarne z 22 maja 2011 r.

## Przewidywana aktywność wulkanu
Badania wskazują, że aktywność wulkaniczna wzrasta i maleje tak, że częstotliwość i rozmiar erupcji w oraz wokół lodowej czapy Vatnajökull zmienia się w czasie. Ostatnie cztery erupcje wulkanów na Islandii w ciągu 15 lat sugerują okres wzmożonej aktywności wulkanów, podczas której można się spodziewać erupcji wulkanu Grímsvötn co kilka lat. Aktywność pobliskiego wulkanu Bárðarbunga jest powiązana ze  wzrostem aktywności wulkanu Grímsvötn.

## Bakterie w jeziorze subglacjalnym
W 2004 roku po raz pierwszy wykryto kolonię bakterii w wodach jeziora subglacjalnego. Jezioro Grímsvötn znajduje się pod lodowcem Vatnajökull i nie zamarza dzięki ogrzewaniu przez wulkan. Odkryte bakterie potrafią przetrwać w warunkach z bardzo niskim stężeniem tlenu. To odkrycie może być analogiczne do wykrytych oznak życia na planecie Mars, ponieważ na tej planecie również odnaleziono ślady działalności wulkanicznej oraz lodowce.